# Ladislav Lubina
Ladislav Lubina (n. 11 februarie 1967, Dvůr Králové nad Labem, Hradec Králové, Cehia – d. 14 septembrie 2021) a fost un jucător de hochei pe gheață, medaliat olimpic. A participat la o ediție a Jocurilor Olimpice (1992) în care a câștigat o medalie de bronz.

## Participări
Lista de mai jos prezintă principalele competiții la care a participat Ladislav Lubina de-a lungul carierei.
- tournoi masculin de hockey sur glace aux Jeux olympiques d'hiver de 1992[*]